# Embalse de Kiri
El embalse de Kiri se encuentra en el río Gongola, afluente del Benue, y este del Níger, en el área de gobierno local de Shelleng, en el estado de Adamawa, en el noreste de Nigeria. La presa tiene 1.2 km de longitud, y 20 m de altura de terraplén zonificado con manto interior de arcilla. Se terminó de construir en gran parte en el año 1982. El embalse tiene una capacidad de 615 millones de m³.

## Savannah Sugar Company
La presa se construyó para proporcionar agua de riego a la Savannah Sugar Company (SSC), una empresa de procesamiento de caña de azúcar con una gran plantación, creada como una empresa conjunta entre el Gobierno Federal de Nigeria y la Commonwealth Development Corporation (CDC), con sede en Londres. La CDC fue el agente gestor del proyecto y el contrato de construcción se adjudicó a NECCO, una empresa en gran parte propiedad del gobierno.
La Savannah Sugar Company fue adquirida por Dangote Industries en 2002. En 2009, la empresa poseía 32.000 hectáreas de terreno cercanas a la presa, de las cuales 6.330 estaban en uso y empleaban a unas 5.000 personas. La empresa producía alrededor de 50.000 toneladas de azúcar al año, abasteciendo el mercado nigeriano, que consume 1,1 millones de toneladas cada año. Más de 1.000 ha se cultivaban de arroz y otros cultivos utilizando los canales de la empresa.

## Inundaciones

#### Inundación de 2015
En 2015, siete comunidades diferentes se inundaron en el estado de Adamawa tras el desbordamiento del embalse de Kiri. En un intento por garantizar la seguridad de las víctimas, la Agencia de Gestión de Emergencias del Estado de Adamawa proporcionó un campamento de rescate que alojó a las víctimas. Sin embargo, no se registró ninguna muerte a causa de la enorme inundación.

#### Inundación de 2024
El 20 de agosto de 2024, el embalse de Kiri superó la presa, provocando severas inundaciones en las comunidades de Kwakwambe, Lure, Nbalang, Imburu y Bare, en el área del gobierno local de Numan, afectando a más de 12.000 personas, matando unas 500 piezas de ganado y destruyendo unos 300 hogares.

## Impacto
Durante la construcción de la presa y el embalse de expropiaron 29.000 ha de tierra sin compensación, y se desplazó a 20.000 personas.La presa ha afectado los tramos inferiores del río Gongola. Los picos de las inundaciones se redujeron de 1.420 m³/segundo a 1.256 m³/segundo, mientras que los caudales en épocas más secas aumentaron de 5,7 m³/segundo a 21 m³/segundo. El río que corre aguas abajo de la presa se ha estrechado y se ha vuelto menos sinuoso, con menos brazos separados.
La gente que vive en las comunidades alrededor de la presa la utiliza diariamente para pescar, bañarse, lavarse y recoger agua para uso general. Con todo, el embalse también trae consigo problemas ambientales y de salud para esas comunidades. Se han producido inundaciones, erosión del suelo, destrucción de tierras de cultivo y edificios, disentería, malaria, fiebre tifoidea, enfermedades de la piel y cólera.

## Futuro
En 2004, una evaluación de la presa calificó su estado como "bueno". En octubre de 2008, la Agencia de Comercio y Desarrollo de los Estados Unidos emitió una solicitud de propuestas para la construcción de una central hidroeléctrica de 35 MW en la presa. En octubre de 2024, empezaron los preparativos para la generación de electricidad.